# الأمير بشارة
الأمير بشارة يختلف المؤرخون حول اسمه ويتفقون أنه حكم جزءا من بلاد جبل عامل فعُرفت هذه البلاد باسمه (بلاد بشارة)

## بلاد بشارة
يختلف المؤرخون حول شخصية بشارة الذي تُنسب إليه هذه البلاد:

### بشارة بن مقبل القحطاني
يقول الشيخ محمد تقي الفقيه ما مضمونه: أن بشارة بن مقبل القحطاني (وهو من نجد) كان أميرا في جيش صلاح الدين الأيوبي وشهد معه فتح البلاد الشامية فأقطعه صلاح الدين أرضا جنوبي نهر الليطاني ليحكمها فأصبحت تعرف هذه المناطق ببلاد بشارة نسبة إلى أميرها الجديد.

### بشارة بن أسد الدين بن عامر العاملي السبئي
ويتفق مع هذا ما يقوله السيد محسن الأمين العاملي في كتابه أعيان الشيعة، ولكن السيد الأمين يختلف في تسمية الأمير ونسبه ويقول أنه الأمير بشارة بن أسد الدين بن عامر العاملي السبئي الذي حضر مع صلاح الدين فتح هونين وبعض البلاد العاملية وأقطعه الأخير خط بانياس الذي منه بلاد بشارة التي أصبحت تعرف باسمه.

### حسام الدين بشارة
أما الأستاذ قصي حسين يذهب إلى أنه في القرن الثاني عشر ميلادي «ظهر الأمير حسام الدين بن بشارة، وكان من أكابر أمراء الدولة الأيوبية، إلى جانب صلاح الدين في محاربة الفرنجة في فلسطين. وجعل مركز إمارته في زبقين، ولا تزال الآثار الضخمة فيها شاهدة عليها إلى اليوم. وعرفت تلك البلاد ببلاد بشارة».

### بشارة بن أسد بن مهلهل العاملي
أما عبد المجيد الحر في كتابه معالم الأدب العاملي فيذهب إلى أن اسم الأمير هو بشارة بن أسد بن مهلهل بن أحمد بن سلامة العاملي. وفي باقي الرواية يتفق مع البقية.

### الخلاصة
إن أميرا يدعى بشارة (وباقي اسمه ونسبه أمر مختلف عليه بين المؤرخين) جاء مع جيش صلاح الدين وحارب معه وشهد فتح البلاد العاملية، ونصّبه صلاح الدين أميرا على هذه البلاد، حيث كان له الفضل في جمع أجزاء هذه البلاد وتوحيدها حتى عرفت فيما بعد باسمه (بلاد بشارة). وقد استمر الأمير بشارة ومن بعده بنوه في حكم هذه البلاد طيلة فترة الوجود الأيوبي في جبل عامل حتى مجيء المماليك.

## آل بشارة في عهد المماليك
بدءا من العهد المملوكي بدأت بلاد بشارة تعرف ب «بلاد المتاولة»، أما أولاد بشارة الذين خلفوه في الحكم فكان لهم دور في النزاع المحلي إلى جانب الأمراء المماليك ضد شيعة جزين آنذاك وقد كانت جزين مقرا للشيعة حيث أن الشهيد الأول كان مقيما فيها.
وينقل الأستاذ قصي حسين عن بعض المؤرخون، «أن ابن بشارة استطاع أن يحصل على لقب مقدم العشير في بلاد الشام، بعدما تمكن في العام 855هـ/1450م، أن يدرك عشرين مركباً للإفرنج، كانوا قد طوقوا صور ونهبوا من بها، بعدما وجدوا تسهيلات كثيرة من أهل جزين ومن اعتصم منهم في جبالها. وقد قاتلهم ابن بشارة قتالاً شديداً، حتى أزاحهم من البلد، بعدما أمسك بجماعة منهم فقتلهم ثم سار في إثر متاولة جزين المتعاونين معهم، حتى معاقلهم في الجبال، فأوقع بهم مقتلة عظيمة، حتى استسلموا له، واقروا بسلطانه على بلاد المتاولة جميعاً».
وفي هذا العهد بدأت تظهر في الصورة السياسية لجبل عامل بعض الأسر الإقطاعية التي تقاسمت الحكم ومنها: الأسرة البشارية، نسبة إلى الأمير الدين بشارة، والأسرة السودونية نسبة إلى آل سودون، وهي على الأرجح من المماليك المصريين، والأسرة الشكرية نسبة إلى آل شكر، والأسرة الصغيرية نسبة إلى علي الصغير حفيد الأمير محمد بن هزاع الوائلي، ونرى أن هذه الأسر تتصارع فيما بينها لتحل الواحدة منها محل الأخرى في حكم البلاد.
إذا ففي العهد المملوكي استقر حكم العائلة البشارية وظلت الأقوى بين بقية العوائل حتى سنة 909هـ/ 1504م عندما اصطدمت بالأمير ناصر الدين ابن الحنش الذي كان حاكمًا على البقاع، فجهز الأخير خمسة آلاف مقاتل وهاجم عبد الساتر بن بشارة في قرية شيحين، وتمكن من السيطرة على مراكز ابن بشارة وصار ابن الحنش يحمل لقب: أمير صيدا والبقاعين وشيخ العرب أو شيخ الأعراب.
وبذلك ضعفت سلطة العائلة البشارية وبرزت عائلة آل سودون التي كان نفوذها قد بدأ بالنمو منذ العام883هـ / 1478م إلى أن انقرضت تماماً بعد معركة جرت بينها وبين آل الصغير عام 1048هـ/ 1639م.

## آل بشارة في بداية العهد العثماني
بعد استيلاء العثمانيين على السلطة في بلاد الشام، وهزيمة المماليك في مرج دابق عام 1516 ميلادي، دخلت البلاد الشامية ومنها جبل عامل في الحكم التركي المباشر، وقد شهد هذا التاريخ انتهاء دور عائلة بشارة الشيعية بشكل فيه الكثير من الغموض، وذلك بعيد الفتح العثماني.

## وصلات خارجية
- حسام الدين بشاره أمير جبل عامل - الشيخ جعفر المهاجر